# Trachelas barroanus
Trachelas barroanus är en spindelart som beskrevs av Chamberlin 1925. Trachelas barroanus ingår i släktet Trachelas och familjen flinkspindlar.
Artens utbredningsområde är Panama. Inga underarter finns listade i Catalogue of Life.